# قسم دامن
منطقة دامن (البلوشية: دمن) هي إحدى مناطق مقاطعه إيرانشهر في محافظة سيستان وبلوشستان في إيران. مركز هذا القسم هو قرية زهلنبان .

## أقسام البلاد
- قسم دامن الریفی
  - قسم آبادان الریفی
  - قسم دامن الریفی

وبحسب التعداد السكاني والسكني عام 2015 فقد بلغ عدد سكان قسم دامن 11,392 نسمة.